# Иравадийска равнина
Иравадийската равнина e обширна равнина в Мианмар, разположена в басейните на средното и долно течение на река Иравади, между планините Аракан Йома на запад и Шанската планинска земя на изток. Дължина от север на юг около 1120 km, ширина в южната част до 280 km. Равнината представлява междупланинско негативно огъване, запълнено с морски и речни наслаги (пясъчници, глинести шисти, глини). Северната ѝ част е хълмиста, силно пресечена равнина с бедленди и широко развитие на суфозионните процеси, а южната – плоска алувиална низина. Климатът е субекваториален, мусонен. Средна януарска температура 20 – 23°С, през месец май над 30°С. Годишната сума на валежите варира от 600 – 1000 mm на север, до над 2000 mm на юг. 90% от валежите падат от юни до октомври по време на летния югозападен мусон. Отводнява се от реките Иравади и десния ѝ приток Чиндуин, Ситаун и Пегу на югоизток. Почвите са алкални червено-кафяви на север, ливадно-алувиални на юг. Растителността е представена от сухи савани, мусонни листопадни гори и мангрови гори в делтата на Иравади. Около 2/3 от площта ѝ е земеделски усвоена, като на юг преобладават оризовите полета, а на север – посеви от просо, пшеница, памук, етерично-маслени култури и др. Иравадийската равнина е най-гъсто населения регион на Мианмар, като най-големите градове са бившата столица Янгон на юг и Мандалей в централната част.